# Tiktak
Tiktak est un groupe féminin de pop rock finlandais, originaire d'Helsinki. Le groupe connait le succès dès ses débuts, après avoir signé avec la major Universal Music. À l’automne 2007, Tiktak annonce l'arrêt de ses activités après la sortie des Sinkut 99–07 et une tournée d’adieu. À l'automne 2017, les membres du groupe informe leur retour pour quatre concerts d'été en 2018.
Petra, Noora et Emppu, continueront leur carrière musicale respective après Tiktak. En plus de la musique, Petra est diplômée en chimie, et Noora et Emppu en éducation et sciences.

## Biographie

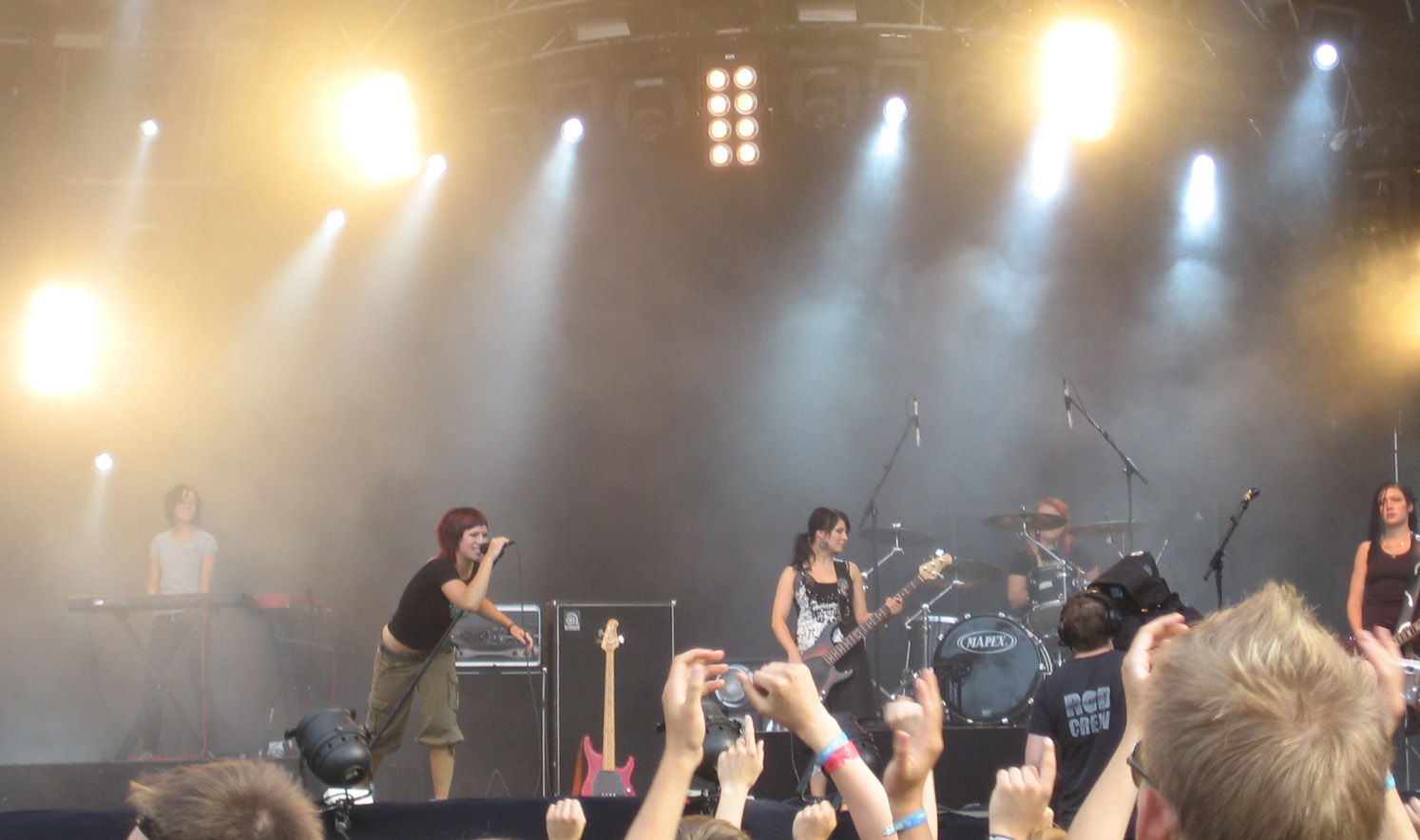
Tiktak au festival Provinssirock, en 2006.

Tiktak est formé par six finlandaises du nord d'Helsinki. Tiktak commence ses opérations en 1998. Le groupe obtient son premier contrat d'enregistrement avec Universal Music le 7 mai 1999, alors que la moitié des membres du groupe n'avaient que 13 ans. Le premier single du groupe, Sekoitat mun maailman, devient déjà un succès, avant la sortie de leur deuxième single, Lopeta, qui les fera percer après avoir remporté le Jyrki Hit Challenge. Leur premier album, Frendit, est sorti le 22 novembre 1999. En deux semaines, il est certifié disque d'or, et en janvier 2000 disque de platine. Bien que chantant principalement en finnois, les ventes de l'album décollent également en Scandinavie et en Russie.
De la tournée américaine qui en découle, Tiktaki reprend de nouveaux morceaux tels que Kyyneleet, Näkymätön nainen et Mitä jää?, sur lesquels le groupe commence à travailler en été 2001. Tiktak continue d'enregistrer un deuxième album à l'automne 2001, et l'album Jotain muuta est sorti le 16 novembre 2001. L'album est tout de suite certifié disque de platine. Avant même la fin de l'année, il devient double platine.
La carrière du groupe se poursuit ensuite principalement en Finlande, avec d'importants succès comme l'album Jotain muuta qui a dépassé les 100 000 exemplaires vendus. En 2007, le groupe annonce sa séparation, le dernier concert ayant eu lieu au club Tavastia d'Helsinki en décembre 2007.
Le 17 novembre 2017, Tiktak annonce son retour. Cependant, Petra, chef de file du groupe, révèle sur la chaîne MTV3 que le groupe n'a pas l'intention de sortir de nouveaux morceaux. Le groupe fait son premier concert de retour à Himos le 22 juin 2018, puis trois autres à Jyväskylä et Oulu au Suomipop, et au Tammerfest à Tampere. Tiktak joué son dernier concert à Tampere le 20 juillet 2018.

## Membres
- Emppu - guitare, chant
- Mimmu - basse, chant
- Nea - claviers
- Noora - guitare, chant
- Petra - chant
- Tuuli - percussions, chant

## Discographie
- 1999 : Frendit
- 2000 : Frendit / Friends (2xCD)
- 2001 : Jotain muuta
- 2002 : Jotain muuta... ja jotain uutta! (2xCD)
- 2003 : Ympyrää
- 2004 : Hei me soitetaan... oikeesti! (single, également en DVD)
- 2005 : Myrskyn edellä
- 2011 : Tiktak :12 Alkuperäistä ja neljä uutta musavideota nyt karaokeversioina (DVD) (Universal Music Karaoke)